# Annmari Viljanmaa
Annmari Viljanmaa (Huittinen, 10 luglio 1973) è un'ex fondista finlandese.

## Biografia
In Coppa del Mondo esordì il 7 marzo 1998 a Lahti (53ª) e ottenne l'unica vittoria, nonché primo podio, il 1º dicembre 2002 a Kuusamo.
In carriera prese parte a un'edizione dei Giochi olimpici invernali, Salt Lake City 2002 (37ª nella 10 km, non conclude la 15 km, 24ª nella 30 km), e a due dei Campionati mondiali (7ª nella 15 km a Val di Fiemme 2003 il miglior risultato).
La Viljanmaa ha tra l'altro vinto due edizioni della Birkebeinerrennet, granfondo norvegese: nel 2003 e nel 2004 (edizione valida anche per la Marathon Cup).

## Palmarès

### Coppa del Mondo
- Miglior piazzamento in classifica generale: 15ª nel 2003
- 2 podi (1 individuale, 1 a squadre[1]):
  - 1 vittoria (a squadre)
  - 1 secondo posto (individuale)

#### Coppa del Mondo - vittorie
| Data             | Località | Nazione   | Spec.                                                                       |
| ---------------- | -------- | --------- | --------------------------------------------------------------------------- |
| 1º dicembre 2002 | Kuusamo  | Finlandia | MX 2x5 km + 2x10 km (con Ari Palolahti, Pirjo Muranen e Teemu Kattilakoski) |

Legenda:

MX = staffetta mista

### Marathon Cup
- Miglior piazzamento in classifica generale: 6ª nel 2006
- 3 podi:
  - 1 vittoria
  - 2 secondi posti

#### Marathon Cup - vittorie
| Data          | Gara              | Località    | Nazione  | Spec.       |
| ------------- | ----------------- | ----------- | -------- | ----------- |
| 20 marzo 2004 | Birkebeinerrennet | Lillehammer | Norvegia | 54 km TC MS |

Legenda:

TC = tecnica classica

MS = partenza in linea